# Counterpart
Pour les articles homonymes, voir Counterparts.
Counterpart est une série télévisée américaine en vingt épisodes d'environ 58 minutes créée par Justin Marks et diffusée entre le 10 décembre 2017 et le 17 février 2019 sur Starz et sur le service CraveTV au Canada.
En France, la diffusion a commencé le 22 janvier 2018 sur OCS Max en VM, toutefois le premier épisode a été mis en ligne le 17 janvier en VOST. Elle reste inédite dans les autres pays francophones.

## Synopsis
Employé de bas-étage dans l'antenne berlinoise de l’ONU, Howard Silk se lamente sur sa vie. Il est bloqué à un poste absurde depuis trente ans et sa femme est dans le coma après avoir été renversée par un véhicule. Un jour, il découvre la vérité sur son poste : sous le bâtiment où il travaille se trouve un portail vers une réalité alternative, créée à la suite d'une expérience scientifique pendant la Guerre froide. En se retrouvant face à son double, un agent de terrain chevronné et sans pitié, Silk se met à reconsidérer ses choix passés et à s'interroger sur son identité.

## Fiche technique
- Titre : Counterpart
- Création : Justin Marks
- Réalisation : Morten Tyldum, Stephen Williams, Jennifer Getzinger, Alik Sakharov
- Production :
  - Production exécutive : Bard Dorros, Keith Redmon, Morten Tyldum, Jordan Horowitz, Gary Gilbert, Amy Berg, Justin Marks et J. K. Simmons
- Société de production : Gilbert Films, Anonymous Content, Gate 34, Media Rights Capital et Starz Originals
- Pays d'origine :  États-Unis
- Langues originales : anglais, allemand

## Distribution

### Acteurs principaux
- J. K. Simmons (VFB : Patrick Waleffe) : Howard Silk
- Olivia Williams (VFB : Colette Sodoyez) : Emily Burton Silk
- Harry Lloyd (VFB : Alexis Flamant) : Peter Quayle
- Ulrich Thomsen (VFB : Daniel Nicodème) : Aldrich
- Nazanin Boniadi (VFB : Nancy Philippot) : Clare
- Nicholas Pinnock (VFB : Laurent Vernin) : Ian Shaw
- Sara Serraiocco (VFB : Sophie Pyronnet) : Nadia Fierro / « Baldwin »

### Acteurs récurrents
- Kenneth Choi : Bob Dwyer
- Stephen Rea (VFB : Peppino Capotondi) : Alexander Pope
- Richard Schiff (VFB : Patrick Donnay) : Roland Fancher
- Sarah Bolger (VFB : Audrey Devos) : Anna
- Nolan Gerard Funk : Angel Eyes
- Christiane Paul (VFB : Micheline Tziamalis) : Mira
- Bernhard Forcher (VFB : Olivier Segura) : Andrei
- Guy Burnet (VFB : Pierre Le Bec) : Claude Lambert
- Bjorn Johnson (VFB : Franck Dacquin) : Heinrich
- Liv Lisa Fries (VFB : Barbara Borguet) : Greta
- Mido Hamada (en) : Cyrus
- Jamie Bamber (VFB : Alexandre Crépet) : Eric Burton
- Ken Duken (VFB : Julien De broeyer) : Spencer

### Acteurs ponctuels
- Viola Prettejohn (VFB : Manon Delauvaux) : Emily jeune
Version française
  - Société de doublage : Dubbing Brothers Belgique
  - Adaptation : Patrick Taïeb
  - Direction artistique : Jean-Pierre Denuit

## Production
La série est commandée en avril 2015, avec J. K. Simmons annoncé comme acteur principal. Fin septembre 2016, Olivia Williams et Harry Lloyd sont ajoutés à la distribution, suivis un mois plus tard par Michael Nyqvist (Chekhov), Nazanin Boniadi, Nicholas Pinnock et Sara Serraiocco.
Le tournage démarre en décembre 2016 à Los Angeles et il est annoncé qu'Ulrich Thomsen remplace Michael Nyqvist à la suite d'un conflit d'horaire, et que la série serait filmée dans des lieux supplémentaires aux États-Unis et en Europe en 2017, et plus particulièrement à Berlin, lieu où se déroule l'intrigue, et à Potsdam aux Studios de Babelsberg qui coproduisent la série.
Le 11 février 2019, Starz annule la série. Les producteurs cherchent un autre diffuseur.

## Épisodes

### Première saison (2017-2018)
1. La Croisée (The Crossing)
2. Qui se ressemble s'assemble (Birds of a Feather)
3. Une monnaie d'échange (The Lost Art of Diplomacy)
4. Dans la peau de l'autre (Both Sides Now)
5. L'École (Shaking the Tree)
6. La Taupe (Act Like You've Been Here Before)
7. Faux-semblant (The Sincerest Form of Flattery)
8. Cher mensonge (Love the Lie)
9. No Man's Land - 1re partie (No Man's Land – Part One)
10. No Man's Land - 2e partie (No Man's Land – Part Two)

### Deuxième saison (2018-2019)
Cette saison de dix épisodes est diffusée à partir du 9 décembre 2018.
1. Agent double (Inside Out)
2. La Traque (Outside In)
3. Démasqué (Something Borrowed)
4. Le Point de divergence (Point of Departure)
5. Pour la cause (Shadow Puppets)
6. L'Expérience (Twin Cities)
7. Deux vérités (No strings attached)
8. À l'abri du froid (In from the cold)
9. L'Heure des choix (You to You)
10. Échec, mais pas mat (Better Angels)